# Anders Kämpe
Anders Olof Kämpe, född 25 september 1928 i Sollentuna, död 22 augusti 1984 i Motala, var en svensk civilingenjör som deltog i arbetet att framställa den första konstgjorda diamanten. Kämpe blev civilingenjör i maskinteknik vid KTH 1952. Han konstruerade den tryckugn som framställde den första konstgjorda diamanten på ASEA i Stockholm 1953 efter Baltzar von Platens idéer. Tillsammans framställde de världens första artificiella diamanter, men patenterade aldrig upptäckten. Kämpe var teknisk direktör på Karlskronavarvet 1962–1968, där han tidigt startade tillverkning av båtar med glasfiberteknik. Han är begravd på Sollentuna kyrkogård.